# Piper albidum
Piper albidum är en pepparväxtart som beskrevs av Carl Sigismund Kunth. Piper albidum ingår i släktet Piper och familjen pepparväxter. Inga underarter finns listade i Catalogue of Life.